# Staatliche Stelle für Naturdenkmalpflege in Preußen

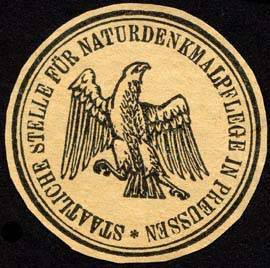
Siegelmarke Staatliche Stelle für Naturdenkmalpflege in Preussen

Die Staatliche Stelle für Naturdenkmalpflege in Preußen war die früheste Naturschutzbehörde in Preußen. Die 1906 mit Sitz in Danzig gegründete Einrichtung – mit Hugo Conwentz als Staatlichem Kommissar – hatte die Aufgabe der Ermittlung, Erforschung und dauernden Beobachtung der preußischen Naturdenkmäler, bedrohten Tier- und Pflanzenarten und erhaltenswerten Landschaftsteile. Sie erörterte die zum Schutz geeigneten Maßnahmen und gab den beteiligten Stellen Anregungen zur sachgemäßen Erhaltung. Ein besonderes Anliegen war der Behörde die Förderung des Naturschutzgedankens. Im Jahr 1936 übergab diese staatliche Stelle ihre Aufgabe an das Reich.

## Geschichte
Die Schaffung der ersten preußischen Naturschutzbehörde geht auf eine Denkschrift des Museumsleiters Conwentz zurück, die er 1904 nach einer umfassenden Analyse der durch Industrie, Landwirtschaft und Bevölkerungswachstum verursachten Naturschäden veröffentlicht hatte. 1911 zog die Behörde nach Berlin-Schöneberg um. Der preußische Kultusminister als Dienstherr der neuen Behörde erließ Gesetze zu den Zielen und Grundsätzen dieser Stelle. Insbesondere hieß es da: „... daß in allen Provinzen und Kreisen Preußens Kommissionen für Naturdenkmalpflege zu schaffen sind, die von den Präsidenten der Provinzregierungen bzw. den Landräten geleitet werden sollen.“ Auf diese Weise waren im Jahr 1922 bereits zwölf Landes- und zehn Kreiskommissionen entstanden.
Zu den sichtbaren Tätigkeiten gehörte eine umfangreiche Schriftenpublikation. Conwentz besuchte auch die ersten internationalen Tagungen für Natur- und Landschaftsschutz, so 1909 in Paris. Nach seinem Tod wurde 1922 Walther Schoenichen neuer Leiter der Stelle, Franz Moewes wurde der Chefredakteur der offiziellen Zeitschrift (s. u.). Zum 1. April 1923 wurde Studiengemeinschaft für wissenschaftliche Heimatkunde dieser Stelle eingegliedert. Die Stelle hielt Kontakt zu den Naturschutzverbänden und veranstaltete den Deutschen Naturschutztag ab 1925. Wegen der ungewissen Eigentumsfragen kam in Preußen aber kein Naturschutzgesetz zustande.
Bis zum Jahr 1927 hatte die Brandenburgische Provinzialkommison für Naturdenkmalpflege auch die Belange der Reichshauptstadt Berlin wahrgenommen. Da diese Stadt jedoch aufgrund der Bildung von Groß-Berlin, dem raschen Bevölkerungswachstum und der fortschreitenden Industrialisierung immer größere Probleme bekam, musste eine eigene Kommission für Berlin geschaffen werden. Der Magistrat von Berlin beschloss am 23. März 1927 die Bildung einer eigenen städtischen Stelle, die offiziell am 7. Februar 1928 gegründet wurde. Erster Vorsitzender war der Stadtsyndikus Friedrich C. A. Lange (SPD), der Stadtverordnete und Bürgermeister a. D. Buhrow war sein Stellvertreter. Mitglieder der Berliner Kommission waren Vertreter der öffentlichen Körperschaften und Personen aus am Naturschutz interessierten Organisationen. Sie war zugleich ein ständiger Ausschuss der Deputation für Kunst und Bildungswesen im Magistrat. Als Geschäftsführer wurde Max Hilzheimer berufen, der zu dieser Zeit Abteilungsleiter im Märkischen Museum war. Dem Wirken der Berliner Stelle für Naturdenkmalpflege war es zu verdanken, dass landschaftlich und botanisch wertvolle Gebiete wie die Grunewaldmoore, die Pfaueninsel, der Schlosspark Groß-Lichterfelde, die Krumme Lake bei Rahnsdorf, das Kalktuff-Gelände um den Tegeler See und das Gebiet um den Faulen See bei den Stadterweiterungsplänen ausreichend berücksichtigt wurden. Zur besseren Darstellung der Arbeit und guter Bürgernähe richtete der Magistrat in den damaligen Verwaltungsbezirken Kreuzberg, Charlottenburg, Spandau, Wilmersdorf, Schöneberg, Steglitz, Tempelhof, Neukölln, Treptow, Köpenick, Weißensee, Pankow, Zehlendorf und Reinickendorf Auskunftsstellen ein.
1934/35 erhielt das neue Reichsforstamt durch Göring Kompetenzen im Naturschutz, hier übernahm der Lehrer Hans Klose 1935 ein Referat, um ein Reichsnaturschutzgesetz auszuarbeiten. Göring ließ sich vom Reichskultusministerium (per Telefonanruf) die Zuständigkeit übertragen und richtete eine Reichsstelle für Naturschutz ein, deren Leitung erst noch bei Schoenichen verblieb, im Jahr 1938 (nach dem Sturz des Staatssekretärs von Keudell) förmlich auf Klose überging. Im Reichsforstamt wurde ihm der Berliner Zoodirektor Lutz Heck vorgesetzt, der für die Priorität der Wirtschaftsnutzung im Zeichen der Rüstung sorgte. 
Nach der Machtübernahme des NS-Regimes wurde die Berliner Kommission zum 1. April 1936 mit anderen Einrichtungen der Reichsstelle für Naturschutz im Reichsforstamt unterstellt. Bald darauf mussten alle Naturdenkmalpflegestellen ihre Arbeit einstellen und damit auch die Berliner Kommission. Hilzheimer verlor wegen jüdischer Vorfahren 1935 die deutsche Staatsbürgerschaft und alle Ämter.

## Veröffentlichungen
- Das Nachrichtenblatt für Naturdenkmalpflege, das monatlich als Beilage der Zeitschrift Der Naturforscher in Berlin-Lichterfelde erschien, war das Mitteilungsorgan der Staatlichen Stelle für Naturdenkmalpflege über neue Gesetze und Verordnungen.
- Naturschutz (Monatsschrift)
- Beiträge zur Naturdenkmalpflege (erschienen in loser Folge)
- Handbuch der Heimaterziehung (Berlin 1924)
- Wege zum Naturschutz (Breslau 1926)
- Naturschutzkalender